# هينتوكيون

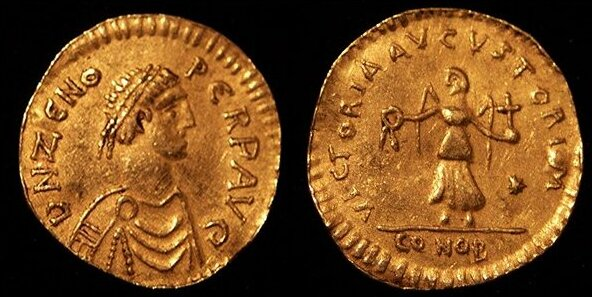

الهينتوكيون (تُنطق /həˈnɒtɪkən/ أو /həˈnɒtɪˌkɒn/; باليونانية:ἑνωτικόν henōtikón، حرفياً: "قانون الاتحاد") كانت وثيقة مسيحية صادرة عن الإمبراطور البيزنطي زينون في عام 482، في محاولة فاشلة للتوفيق بين الاختلافات بين أنصار مجمع خلقيدونية وخصوم المُجمع. تبعه الانشقاق الأكياني.

## روابط خارجية
- Catholic Encyclopedia: Henoticon
- Edward Walford, translator, The Ecclesiastical History of Evagrius: A History of the Church from AD 431 to AD 594, 1846. Reprinted 2008. Evolution Publishing (ردمك 978-1-889758-88-6) – contains a complete English translation of the Henotikon.
- The Henoticon (Instrument of Union) (tertullian.org)